# Signo igual

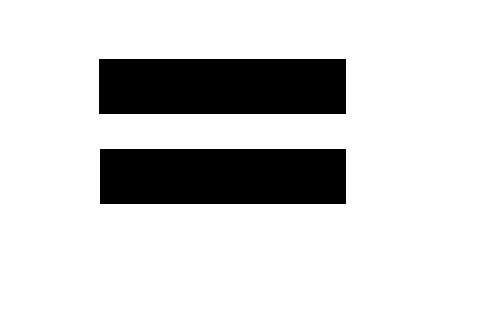
signo igual.

El símbolo "=", también llamado signo igual, es un símbolo matemático utilizado para indicar la igualdad matemática. Fue inventado en 1557 por el galés Robert Recorde. El símbolo igual se utiliza para dos cosas o magnitudes financieras que se dice que son iguales.

## Historia

Operación común en la que aparece el signo igual.

El símbolo "=", que se utiliza hoy de forma universal en matemáticas para hacer referencia a la igualdad, fue utilizado por primera vez por el matemático galés Robert Recorde en su obra The Whetstone of Witte (1557).

## Informática

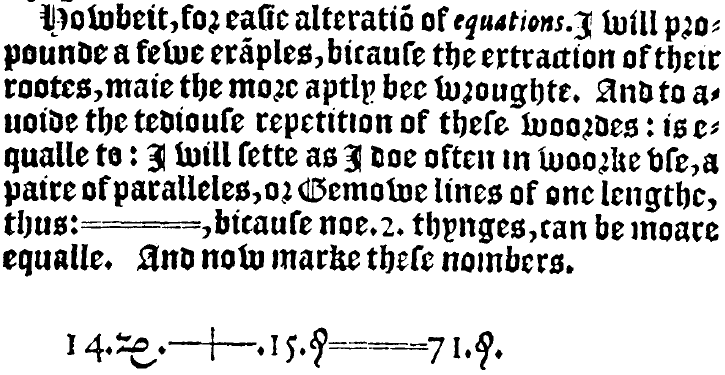
Primera aparición del símbolo de igualdad, en los escritos de Robert Recorde.

En algunos lenguajes de programación (BASIC, Fortran), el símbolo "=" representa la operación de asignar un valor a una variable.
En algunos lenguajes de programación el operador == es una relación binaria que representa una igualdad.